# Chris O’Dowd

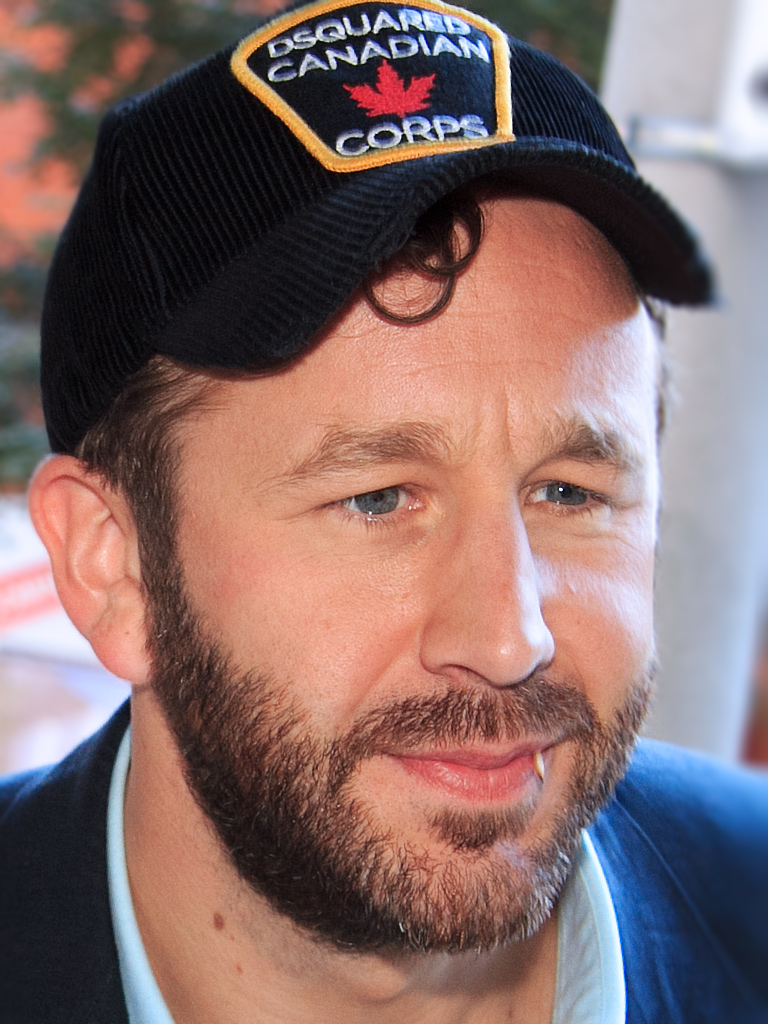
Chris O’Dowd

Chris O’Dowd (* 9. Oktober 1979 in Boyle im County Roscommon, Connacht) ist ein irischer Schauspieler.

## Leben
O’Dowd besuchte zunächst das University College Dublin, was er aber nicht beendete und studierte danach an der London Academy of Music and Dramatic Art.
Im Vereinigten Königreich ist er bekannt für seine Rollen in BBC Twos Roman's Empire, Red Cap, dem preisgekrönten Doku-Drama The Year London Blew Up (2005) und durch die Comedyserie The IT Crowd. Im irischen Fernsehen ist er bekannt für seine Rollen in The Clinic und Showbands (mit Kerry Katona).
O’Dowd spielte in Festival (2005) den Stand-Up-Comedian Tommy O’Dwyer, wofür er einen BAFTA-Award erhielt. Er spielte in dem deutschen Film Hotel Very Welcome (2007) mit.
2008 arbeitete O’Dowd an der Science-Fiction-Komödie Frequently Asked Questions About Time Travel mit Marc Wootton, Dean Lennox Kelly und Anna Faris mit. Es folgten weitere Film- und Fernsehauftritte in verschiedenen Genres. An der Serie Moone Boy war O’Dowd in den Jahren 2012 bis 2015 auch als Drehbuchautor beteiligt, außerdem inszenierte er sechs Folgen. 2013 erhielt er für die Serie einen International Emmy Award.
Für seine Rolle in der Serie State of the Union wurde O’Dowd bei der Primetime-Emmy-Verleihung 2019 mit dem Preis in der Kategorie Outstanding Actor in a Short Form Comedy or Drama Series ausgezeichnet.
In der ab März 2023 auf Apple TV+ veröffentlichten Serie The Big Door Prize übernahm er an der Seite von Gabrielle Dennis als Dusty Hubbard die männliche Hauptrolle.

## Filmografie (Auswahl)
- 2003–2005: The Clinic (Fernsehserie, 18 Episoden)
- 2006–2010, 2013: The IT Crowd (Fernsehserie, 25 Episoden)
- 2007: Hotel Very Welcome
- 2008: New York für Anfänger (How to Lose Friends & Alienate People)
- 2008: Frequently Asked Questions About Time Travel
- 2009: Radio Rock Revolution (The Boat That Rocked)
- 2010: Dinner für Spinner (Dinner for Schmucks)
- 2010: Gullivers Reisen – Da kommt was Großes auf uns zu (Gulliver’s Travels)
- 2011: Brautalarm (Bridesmaids)
- 2011: Friends with Kids
- 2011: The Crimson Petal and the White (Miniserie, 4 Episoden)
- 2012: 3, 2, 1... Frankie Go Boom
- 2012: Immer Ärger mit 40 (This Is 40)
- 2012: The Sapphires
- 2012–2013: Girls (Fernsehserie, 5 Episoden)
- 2012–2015: Moone Boy (Fernsehserie, 18 Episoden)
- 2013: Epic – Verborgenes Königreich (Epic, Stimme)
- 2013: Family Tree (Fernsehserie, 8 Episoden)
- 2013: Thor – The Dark Kingdom (Thor: The Dark World)
- 2013: The Double
- 2013–2014: Monsters vs. Aliens (Fernsehserie, 26 Episoden, Stimme)
- 2014: St. Vincent
- 2014: Am Sonntag bist du tot (Calvary)
- 2014: Cuban Fury – Echte Männer tanzen (Cuban Fury)
- 2015: The Program – Um jeden Preis (The Program)
- 2015: Oonas und Babas Insel (Puffin Rock, Fernsehserie, 26 Episoden, Stimme)
- 2016: Mascots
- 2016: Die Insel der besonderen Kinder (Miss Peregrine’s Home for Peculiar Children)
- 2017: The Incredible Jessica James
- 2017: Loving Vincent
- 2017: Molly’s Game – Alles auf eine Karte (Molly’s Game)
- 2017–2019: Get Shorty (Fernsehserie, 27 Episoden)
- 2018: The Cloverfield Paradox
- 2018: Juliet, Naked
- 2019: State of the Union (Fernsehserie, 10 Episoden)
- 2021: Der Vogel (The Starling)
- 2022: Schlummerland (Slumberland)
- 2022–2023: Big Mouth (Fernsehserie, 6 Episoden, Stimme)
- 2023–2024: The Big Door Prize (Fernsehserie, 20 Episoden)
- 2025: Black Mirror (Fernsehserie, Episode 7x01)